# Контраремонстранты
Контраремонстранты (от contra- + лат. remonstro заявляю, протестую, ранее также гомаристы, в Голландии также Preciezen) — кальвинистские религиозные общины XVII века сторонников лейденского богослова Франциска Гомаруса.

## Учение
Ядром религиозного течения контраремонстрантов стало строгое толкование учения Кальвина о предопределении, согласно которому судьбы людей предопределены Богом. Контраремонстранты учили, что существует вечное постановление об избрании и отвержении человека (так называемое предопределение), из-за которого ещё до создания мира ясно, кто на веки спасен, а кто будет проклят. У человека нет свободной воли.
Это противоречило идеям последователей Якоба Арминия, ремонстрантов, по мнению которых человек обладает свободой воли.
В общественно-политическом плане гомаристов поддерживала мелкая буржуазия и городские низы, в то время как арминиан отражало интересы олигархической купеческой верхушки Нидерландов, заинтересованной в сохранении своего политического господства в Республике Соединенных провинций. Гомаристы оказали поддержку статхаудеру Морицу Оранскому, боровшемуся против Гуго Гроция и Яна ван Олденбарневелта. После казни Олденбарневелта, в 1619 году на кальвинистском генеральном синоде в Дордрехте реформатской церкви гомаристы добились осуждения арминианства как ереси.